# جميع البوابات مفتوحة: قصة فرقة كان
جميع البوابات مفتوحة: قصة فرقة كان، هو كتاب عن الفرقة الألمانية "كان" التي تتبع الروك التجريبي في موسيقاها، ألفه الكاتب والمحرر البريطاني روب يونغ وإرمين شميت العضو المؤسس لفرقة كان، تم نشر نسختين في مايو 2018 في المملكة المتحدة بواسطة شركة النشر فابر اند فابر وهي طبعة تجارية مجلد وإصدار محدود يدوي وموقع.
يتكون الكتاب من جزأين وهي سيرة ذاتية لفرقة كان كتبها يونغ ومجموعة من المقابلات والمحادثات ومقتطفات من مذكرات ومجلات كتبها شميت، استقبل النقاد الكتاب بشكل جيد عمومًا.

## ملخص
يتكون كتاب جميع البوابات مفتوحة: قصة فرقة كان من جزأين، الكتاب الأول: جميع البوابات مفتوحة بواسطة روب يونغ والكتاب الثاني: منصة فرقة كان بواسطة إرمين شميت.
الكتاب الأول هو سيرة ذاتية لفرقة كان مستعينًا بالمقابلات مع أعضاء فرقة كان والأشخاص المرتبطين بهم، يتتبع يونغ تاريخ الفرقة منذ تشكيلها في عام 1967 في كولونيا في ألمانيا بواسطة شميت وهولغر تشوكاي ومايكل كارولي وجاكي ليبزيت إلى انفصالهما في عام 1979، غطى أعمالهم من الألبومات والعروض الحية إلى الموسيقى التصويرية لأفلامهم وسلسلة من الموسيقى العالمية تسمى "الأعراق البشرية المزورة"، يشرح يونغ أيضا الدور الذي لعبوه في تطوير موسيقى كراوتروك وتأثيرهم على الموسيقيين الآخرين، تم دراسة تأثير ألمانيا ما بعد الحرب على شبابها ونتائج المشاهد الموسيقية التي تطورت في الخمسينات والستينات.
الكتاب الثاني عبارة عن مجموعة من الوثائق التي جمعها شميت وتحتوي على التاريخ الشفوي لفرقة كان تم تجميعها من قبل محرر برنامج الإيقاعات الإلكترونية ماكس داكس والكاتب/المنتج روبرت ديفكون ومقابلات أجراها شميت مع موسيقيين وفنانين وصانعي أفلام آخرين. تشمل المقابلات مؤسس الفرقة الإنجليزية ذا فال مارك إي سميث وبوبي جيليسبي من الفرقة الاسكتلندية بريمال سكريم والمخرج الألماني فيم فيندرز، تم تقطيعها وإعادة تجميعها كجلسة حوارية وأدرج أيضا في الكتاب مقتطفات من مذكرات ويوميات شميت من عام 2013 إلى عام 2014 التي تشمل شظايا من أحلامه وذكرياته عن ألمانيا بعد الحرب العالمية الثانية مباشرة.

## العنوان
عنوان الكتاب مأخوذ من أغنية "جميع البوابات مفتوحة" في ألبوم فرقة كان عام 1979 كان، هذا آخر ألبوم لهم قبل انقسام الفرقة وقال يونغ إن كلمات الأغنية تشير إلى أنهم كانوا "يشيدون ضريحهم". وأوضح تشوكاي في مقالة مايو 1979 انه كتب عن الفرقة في مجلة بيرفكت ساوند فورإفر أن عنوان تلك الأغنية كان مؤشرا على حالتهم النفسية في ذلك الوقت: "جميع البوابات فتحت بالفعل لكل عضو في الفرقة باتجاهه الموسيقية التي حلم بها الجميع".

## آراء النقاد
كتب محرر مدونة الموسيقى والفنون لمنصة "بروكلين رايل" جورج غريلا على كتاب جميع البوابات مفتوحة "انه ذا سرد رائع لكيف كان مخيلة والتزام وتحضير [فرقة كان]" أنتج مزيجا من "ما بعد ريادة شوينبيرج للكلاسيكية الأوروبية، الروك الفوضوي من منطلق فرقة ذا فيلفيت أندر غراوند والعبارات الدارجة في الموسيقى الحرة. لقد شعر يونغ أنه في بعض النواحي "كانت الأمور سهلة" – على عكس فرق الروك الأخرى، قصة فرقة كان "فريدة من نوعها" مليئة "بأحداث الصدفة" مع "شعور خارق للطبيعة", ذكر غريلا أن تفسير يونغ لمدى أهمية غناء العضوين مالكولم موني ودامو سوزوكي للفرقة "دلالة على تغيير أراءهم"، مقارنة كتاب جميع البوابات مفتوحة بالأعمال الأخرى لفرقة كان، رأى غريلا أنها "أشمل" من كتاب ذان فيوتشر دايز: كراوتروك ومباني ألمانيا الحديثة بواسطة ديفيد ستابس و"أكثر إرضاء" من كتاب فرقة كان بقلم باسكال بوسي وآندي هول.
أطلقت الناقدة الموسيقية كيتي امباير في مراجعة في صحيفة الغارديان على كتاب جميع البوابات مفتوحة انه "كتاب يحفز الفكر عن فرقة محفزة للفكر"، وقالت إن معرفة يونغ بفرقة كان ومساحة الاستوديو الداخلية "عميقة" وتغطيته للإنتاج الموسيقي للفرقة مثيرة للإعجاب. لكن امبير لم تشكو قط أن من وقت لآخر كان يونغ "يزيل بعضًا من البلاغة"، على سبيل المثال وصف اغنية "يو دو رايت" من البوم مونستر فيلم كما "'سرب من الآلهة الميكانيكية المناورة من خلال حاجز يتم 'تشكيله' ومجموعات متنوعة مجزأة دائمة التغير من طرق جانبية'".
قال جون جاراتي لمجلة بوبماترس إن يونغ يقدم وصفا مفصلا لسنوات فرقة كان الأولى، بما في ذلك جميع نجاحاتهم وإخفاقاتهم، أضاف أنه كما كانت فرقة كان "ليست فرقة روك عادية" هذه السيرة الذاتية أيضا ليست" سيرة ذاتية نموذجية لموسيقى الروك أند رول"، يمكن للتحويلات العديدة في الكتاب أن تردع القارئ العادي وغالبا ما يكون إدخال ملاحظات ويوميات شميت ليست لها صلة بالفرقة - قال شميت لمارك إي سميث من فرقة ذا فال إن الكتاب "يتعلق بالموسيقى وكونك فنانا أكثر من فرقة كان". قال جارات إنه إذا لم تكن ملاحظات شميت منفصلة تماما عن بقية السيرة الذاتية فسوف يسمى كتاب جميع البوابات مفتوحة "بكتاب مثالي يصور فرقة غير مثالية"، لكنه أضاف أنه إذا كنت " تأخذ كل شيء في أفضل حالاته، ستجد أنه لا يزال يستحق كل هذا العناء." صنف جارات الكتاب 8 من 10 نجوم.

## الأعمال المذكورة
- يونغ، روب؛ شيمت، ايرمن (2018). جميع البوابات مفتوحة: قصة فرقة كان (ط. كتاب إلكتروني). لندن: شركة فابر اند فابر. ISBN:978-0-571-31151-4.

## روابط خارجية
- جميع البوابات مفتوحة في شركة فابر اند فابر